# José María Robaina Ansó
José María Robaina Ansó (1921-1992) fue un abogado, periodista y político uruguayo, perteneciente a la Unión Cívica.

## Biografía
Egresado como abogado de la Universidad de la República.
Ejerció el periodismo en Civismo y El Ciudadano, donde fue director y, además, fue redactor de El Bien Público.
Fue funcionario de la Cámara de Representantes, tras lo cual accedió a la Secretaría de la Comisión de Constitución, Códigos, Legislación General y Administración.
Milita en la Unión Cívica. En marzo de 1972 fue subsecretario de Industrias y, a partir de noviembre de ese año, asumió la titularidad del Ministerio de Educación y Cultura. Por convicción democrática, renuncia al cargo en vísperas del golpe de Estado del 27 de junio de 1973.
Al retornar la democracia en 1985 con la asunción presidencial de Julio María Sanguinetti, Robaina acompaña como subsecretario al nuevo ministro de Defensa, su correligionario Juan Vicente Chiarino.
Católico practicante, fue cofundador de la Universidad Católica (UCUDAL).
Al fallecer en 1992 le fueron tributados honores de Ministro de Estado. Sus restos yacen en el Cementerio del Buceo, en Montevideo.

## Familia
Padre de Juan Pablo, José María, María Cristina, Ricardo, Guzmán, Gonzalo y Javier Robaina Robaina Piegas.